# 현대 캐스퍼
현대 캐스퍼(Hyundai Casper, 영문명: Hyundai INSTER)는 현대자동차의 전륜구동 경형(내연기관) 및 소형(전기) 엔트리 스포츠 유틸리티 자동차이다. 차명 캐스퍼는 스케이트보드를 뒤집어서 착지하는 캐스퍼 기술에서 영감을 받았다.

## 개요
대한민국 역사상 최초의 경형 SUV이며, 3세대 모닝의 전륜구동 플랫폼을 공용한다. 단, EV 모델은 충전지 등의 이유로 스파크 EV처럼 전장과 전폭이 경차 규격을 초과하여 소형차로 분류된다. 현대자동차, 광주은행, 광주광역시청 등지에서 출자한 광주형 일자리 법인인 광주글로벌모터스에서 위탁 생산한다.
캐스퍼는 승용/밴 모두 현대자동차의 오프라인 영업소에서 판매하지 않고, 캐스퍼 전용 홈페이지에서 온라인으로만 주문받아 판매한다. 차량을 인도받을 때 현대자동차 출고센터에 직접 가서 인도받는 방식은 선택할 수 없고, 100% 탁송받아야 한다.
내연기관(가솔린) 사양은 대한민국 내수 전용이기 때문에 우핸들 사양이 없다. 2024년 7월에 추가된 EV 사양은 일본과 유럽 시장을 포함하여 해외 시장에도 수출한다. 2024년 10월 23일에 네덜란드를 시작으로 유럽 수출을 시작했으며, 2025년 1월 10일에는 일본 시장에 출시했다.

## 1세대 (AX1, 2021년 9월 29일~현재)

### 캐스퍼 (2021년 9월 29일~2024년 10월 17일)
2021년 9월 1일에 외장 이미지를 공개한 후 2021년 9월 15일부터 사전 계약을 받았으며, 동년 9월 29일에 출시했다. 전면부는 상단에 턴 시그널 램프, 하단에 아이코닉한 원형 LED 주간주행등을 배치했으며, 파라메트릭 패턴 그릴, 넓은 스키드 플레이트로 디자인했다. 후진등은 리어 범퍼 중앙 하단에 있다. 100마력 카파 가솔린 싱글터보 엔진을 적용하면 주간주행등 양 옆에 인터쿨러용 원형 에어 인테이크 홀이 추가된다. 측면부는 펜더와 높은 지상고로 역동성을 강조했으며, 정면과 측면 1열 창을 시각적으로 연결시킨 검은 색상의 A필러로 개방감을 줬다. 또한 쉐보레 스파크같이 뒷문 손잡이를 윈도우 글래스 부분에 히든 타입으로 적용했다. 후면부에는 좌/우 폭을 키운 와이드 테일 게이트를 적용했으며, 전면 그릴의 파라메트릭 패턴을 리어 램프에 적용해 디자인했다. 또한, 전/후면부에 동일한 원형 턴 시그널 램프로 통일감을 줬다. 스틸 휠은 별도의 휠 커버가 없는 대신, 5스포크로 적용했다. 스마트키와 연동되는 무선 앞문열림 버튼은 운전석 문에만 장착되어 있다. 최고급형인 인스퍼레이션 트림에서 100마력 싱글터보 엔진을 적용하면, 리어 스포일러와 별도의 알루미늄 휠을 묶은 외장 패키지를 추가로 선택할 수 있다.
초기 판매 색상은 언블리치드 아이보리, 티탄 그레이 메탈릭, 아틀라스 화이트, 인텐스 블루 펄, 톰보이 카키, 소울트로닉 오렌지 펄로 구성되었다.
앞좌석 시트에는 앞으로 완전히 접히는 풀 폴딩 방식을 적용해 실내 공간 활용성을 확장했으며, 중간 사양인 모던 트림부터는 뒷좌석 리클라이닝이 가능하다. 또한 전방 충돌방지 보조, 차로 이탈방지 보조, 차로 유지 보조, 현대 카 페이, 서버 기반 음성인식 차량 제어 등 안전 및 편의사양도 적용됐다.
카파 1.0리터 스마트스트림 가솔린 엔진은 기존 76마력 카파 에코프라임 자연흡기 엔진에 듀얼 포트 인젝터 등을 장착한 것이며, 형식명은 G3LD다. 그리고 모든 트림에는 100마력 카파 가솔린 직접분사 싱글터보 엔진(G3LC)을 옵션(액티브)으로 제공하며, 터보를 선택하면 후륜에도 디스크 브레이크가 적용된다. 자동변속기는 자연흡기와 싱글터보 모두 4단이다.
주차 브레이크는 레이처럼 페달식이 적용되며, 별도의 주차 브레이크 해제용 레버가 없고 페달 하나만으로 주차 브레이크의 작동과 해제를 모두 한다. 4단 자동변속기 오른쪽에는 드라이브/트랙션 모드 스위치가 있으며, 드라이브/트랙션 모드 스위치는 에센셜(출시 초기에는 모던)부터 기본이고 에센셜 라이트는 알루미늄 휠을 선택해야 적용할 수 있다. 스마트 트림과 2인승 승용 밴에는 트랙션 모드 스위치를 적용할 수 없다. 스티어링 휠은 D컷이며, 틸트 기능만 있고 텔레스코픽은 없다.
아이오닉 5, 아이오닉 6와 더불어 스티어링 휠 중앙의 혼 자리에는 현대자동차의 H 마크가 없다. 이후에 출시된 7세대 그랜저, 8세대 쏘나타 F/L, 2세대 코나에도 혼 자리에 H 마크를 적용하지 않고 있다.
4인승으로 형식 승인을 받았다. 뒷좌석 시트는 1인석을 2개 붙여 놓은 형태다.
2022년 10월 6일에는 모던 트림의 윗급으로 루프 랙과 8인치 내비게이션(애플 카플레이/안드로이드 오토 포함)같이 선호도가 높은 몇몇 사양들을 기본 사양으로 돌린 에센셜 트림을 추가했다. 에센셜 트림에는 스마트스트림 1.0리터 자연흡기 엔진 사양에도 후륜 디스크 브레이크가 기본으로 적용된다.
2023년 4월 27일에 부분변경 모델을 내놓았다. 모던 트림이 폐지되고 "디 에센셜 라이트"로 트림명이 변경됐는데, 트랙션 모드 스위치가 기본 사양이었던 모던과 달리 에센셜 라이트는 알루미늄 휠을 선택해야 트랙션 모드 스위치가 적용된다. 20만 원의 추가 비용으로 비자림 카키 매트 컬러가 추가되었다.

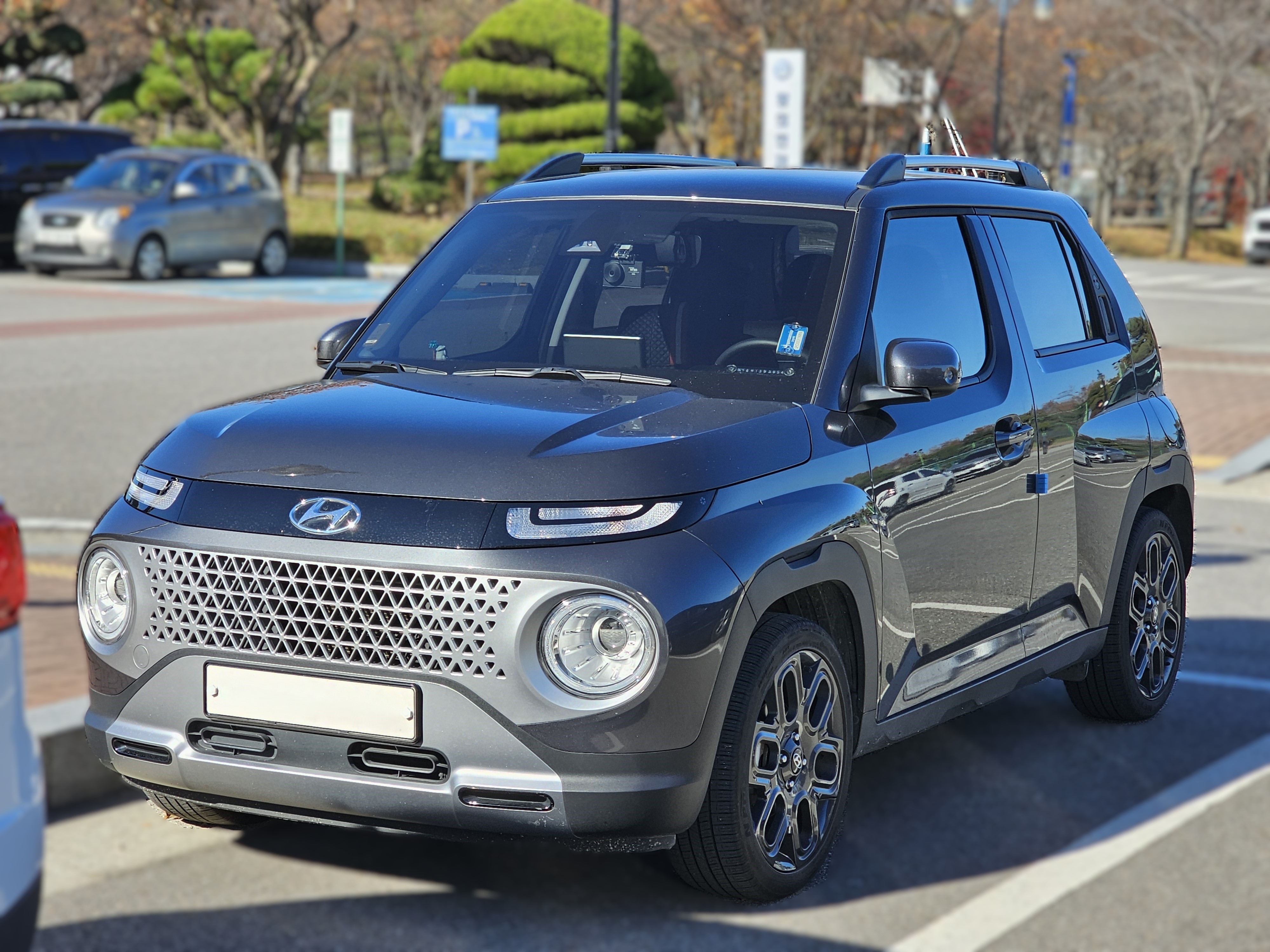
현대 캐스퍼 자연흡기 전측면
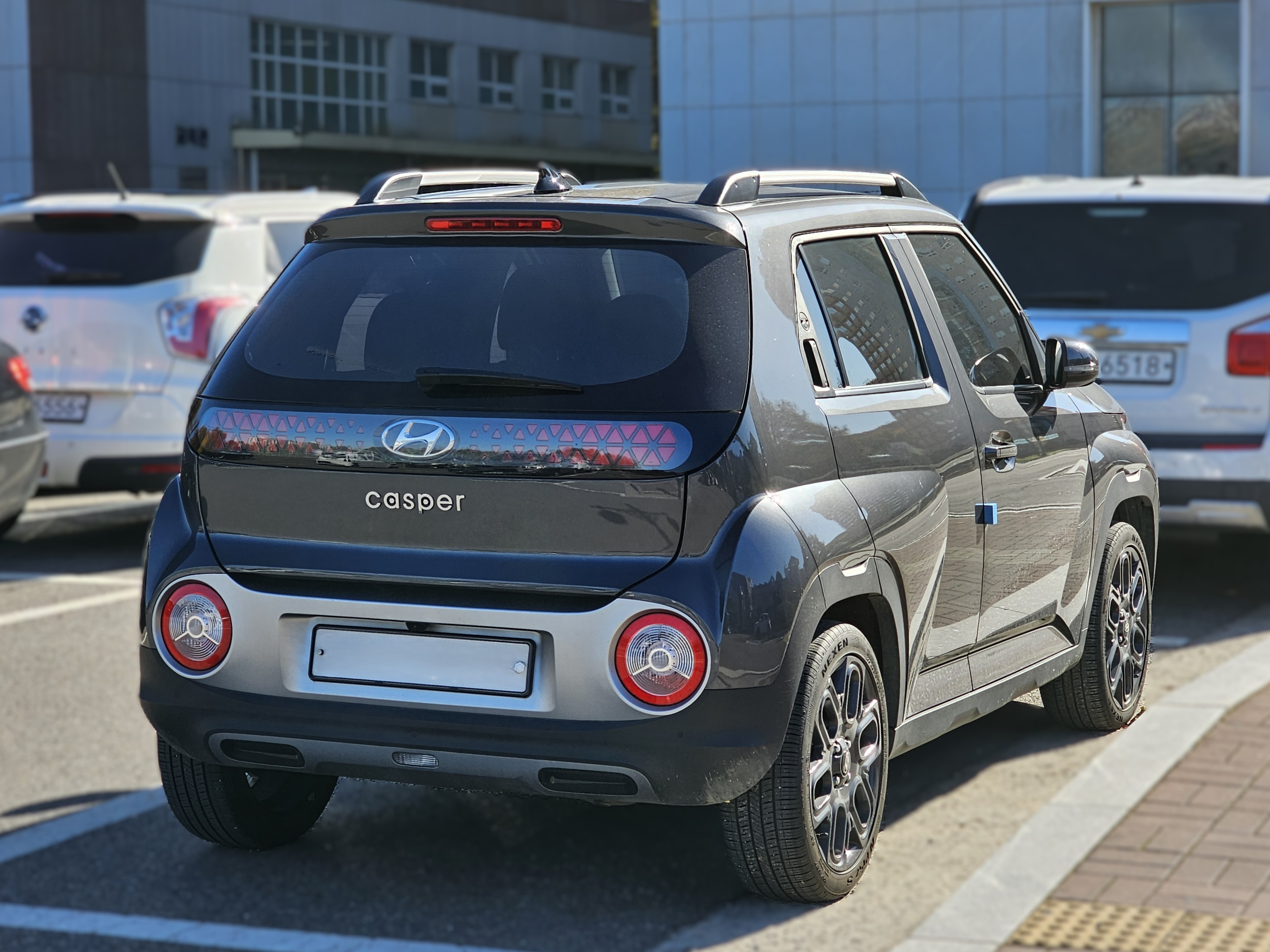
현대 캐스퍼 자연흡기 후측면
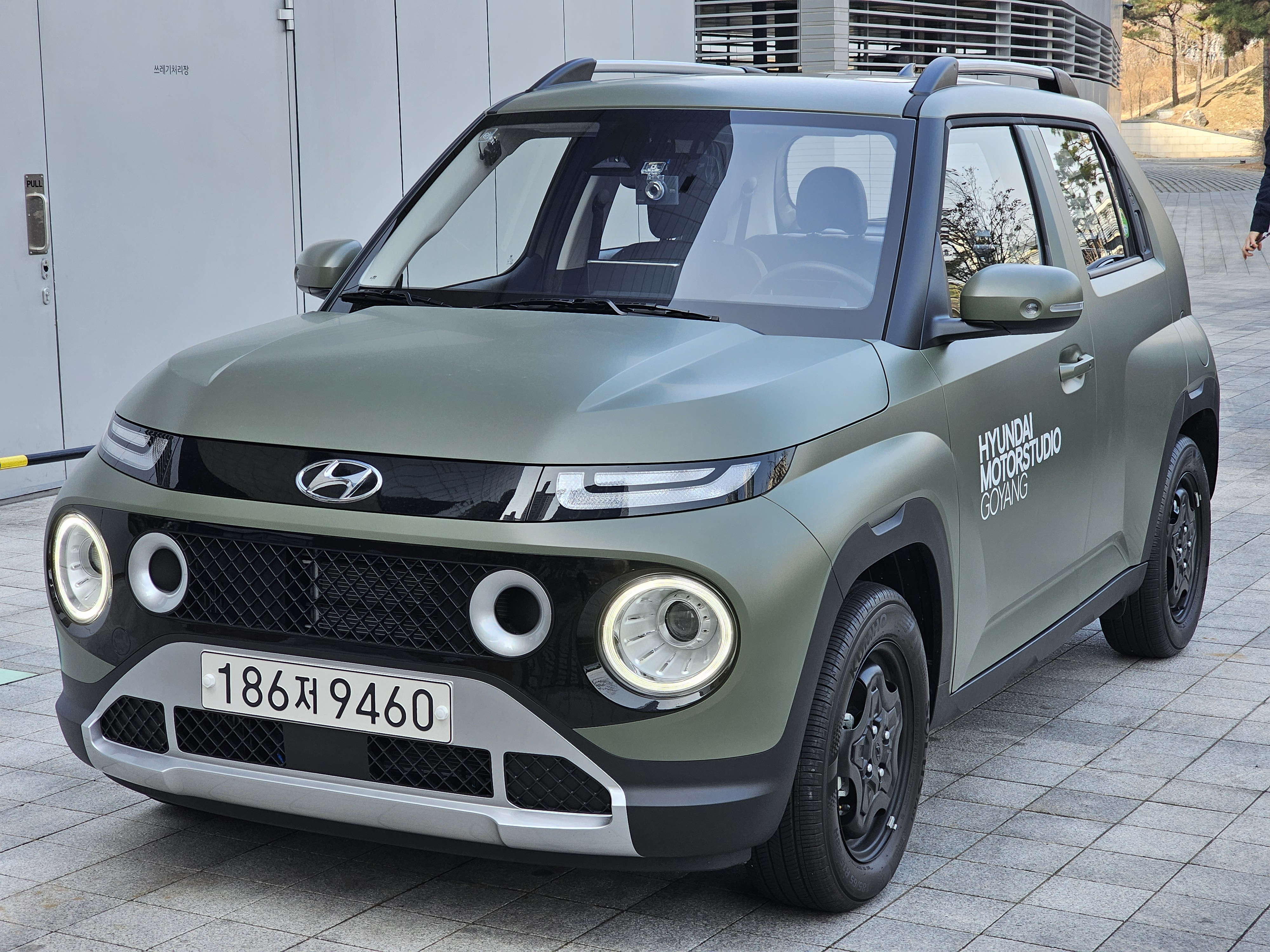
현대 캐스퍼 액티브 전측면
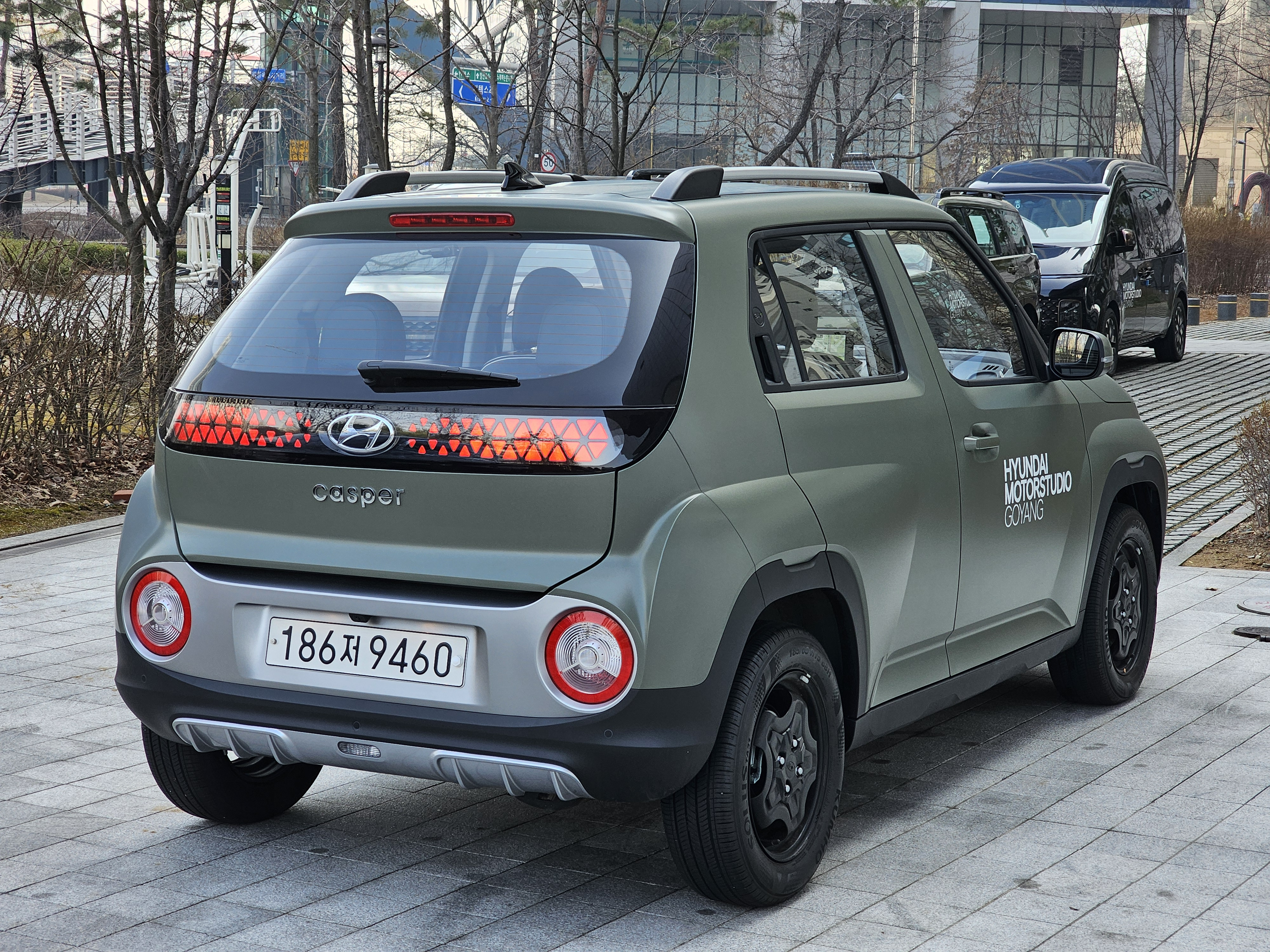
현대 캐스퍼 액티브 후측면
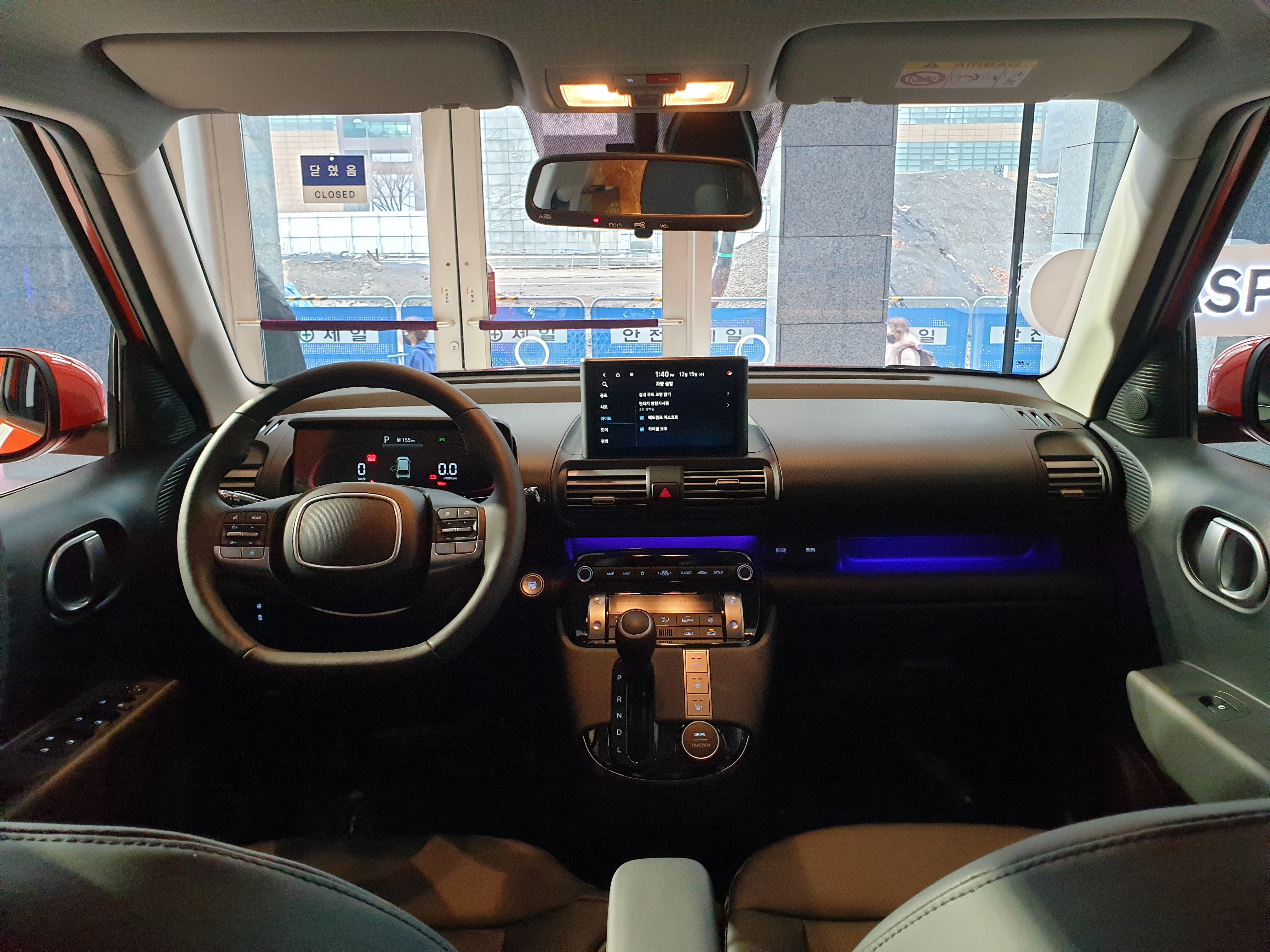
현대 캐스퍼 인스퍼레이션 실내

#### 제원
| 구분               | 가솔린 1.0 MPI          | 가솔린 1.0 T-GDI        |
| ------------------ | ----------------------- | ----------------------- |
| 전장(mm)           | 3,595                   | 3,595                   |
| 전폭(mm)           | 1,595                   | 1,595                   |
| 전고(mm)           | 1,575                   | 1,575                   |
| 축간거리(mm)       | 2,400                   | 2,400                   |
| 윤거(전, mm)       | 1,398(15") / 1,386(17") | 1,398(15") / 1,386(17") |
| 윤거(후, mm)       | 1,409(15") / 1,398(17") | 1,409(15") / 1,398(17") |
| 복합연비(km/ℓ)     | 14.3(15”) / 13.8(17”)   | 12.8(15”) / 12.3(17”)   |
| 도심연비(km/ℓ)     | 13.4(15”) / 13.0(17”)   | 11.3(15”) / 11.0(17”)   |
| 고속도로연비(km/ℓ) | 15.5(15”) / 14.8(17”)   | 15.2(15”) / 14.2(17”)   |
| CO2 배출량(g/km)   | 115(15”) / 119(17”)     | 130(15”) / 136(17”)     |
| 배기량(cc)         | 998                     | 998                     |
| 공차중량(kg)       | 985(15”) / 1,020(17”)   | 1,030(15”) / 1,060(17”) |

### 캐스퍼 밴 (2022년 2월~현재)
2022년 2월 3일에는 2인승 승용 밴 모델이 추가됐다. 기존 캐스퍼 모델의 아이코닉 디자인과 안전/편의사양은 유지하되, 2열 시트 공간을 비워 940리터의 적재 용량을 확보했다. 또한 주요 부위에 경량화 공법인 핫 스탬핑을 적용하여 충돌 시 차체 변형을 최소화했고, 고강성 경량 차체를 통해 비틀림 강성과 평균 인장 강도를 높였다. 기본형(스마트) 트림 하나만 나오지만 전방 충돌방지보조, 차로 이탈방지 보조, 차로 유지 보조, 운전자 주의 경고, 하이빔 보조, 전방차량 출발 알림 등이 기본으로 적용되고 하이패스 룸미러 및 열선 스티어링 휠 등을 옵션으로 제공한다. 하지만 모닝 및 레이의 2인승 승용 밴과 달리, 출시 초기의 캐스퍼 승용 밴에는 순정 내비게이션을 선택할 수 없었다. 또한 2인승 승용 밴에는 트랙션 모드 스위치가 적용되지 않는다.
승용 밴 모델에도 100마력 싱글터보 엔진의 선택이 가능하며, 후륜 디스크 브레이크와 앞 범퍼의 인터쿨러용 에어 인테이크 홀도 적용된다.
출시 초기에는 기본형인 스마트 단일 트림만 나와서 스피커는 2개만 장착됐으며, 버튼시동 스마트키와 리어 와이퍼 또한 옵션으로 선택할 수 없었다.
2023년 4월 27일에 부분변경 모델을 내놓으면서 2인승 승용 밴에도 순정 내비게이션 옵션을 추가할 수 있게 됐으며, 버튼시동 스마트 키, 리어 와이퍼, 6스피커 등의 옵션 또한 적용이 가능해졌다. 그리고 스마트 초이스 트림을 추가했다.

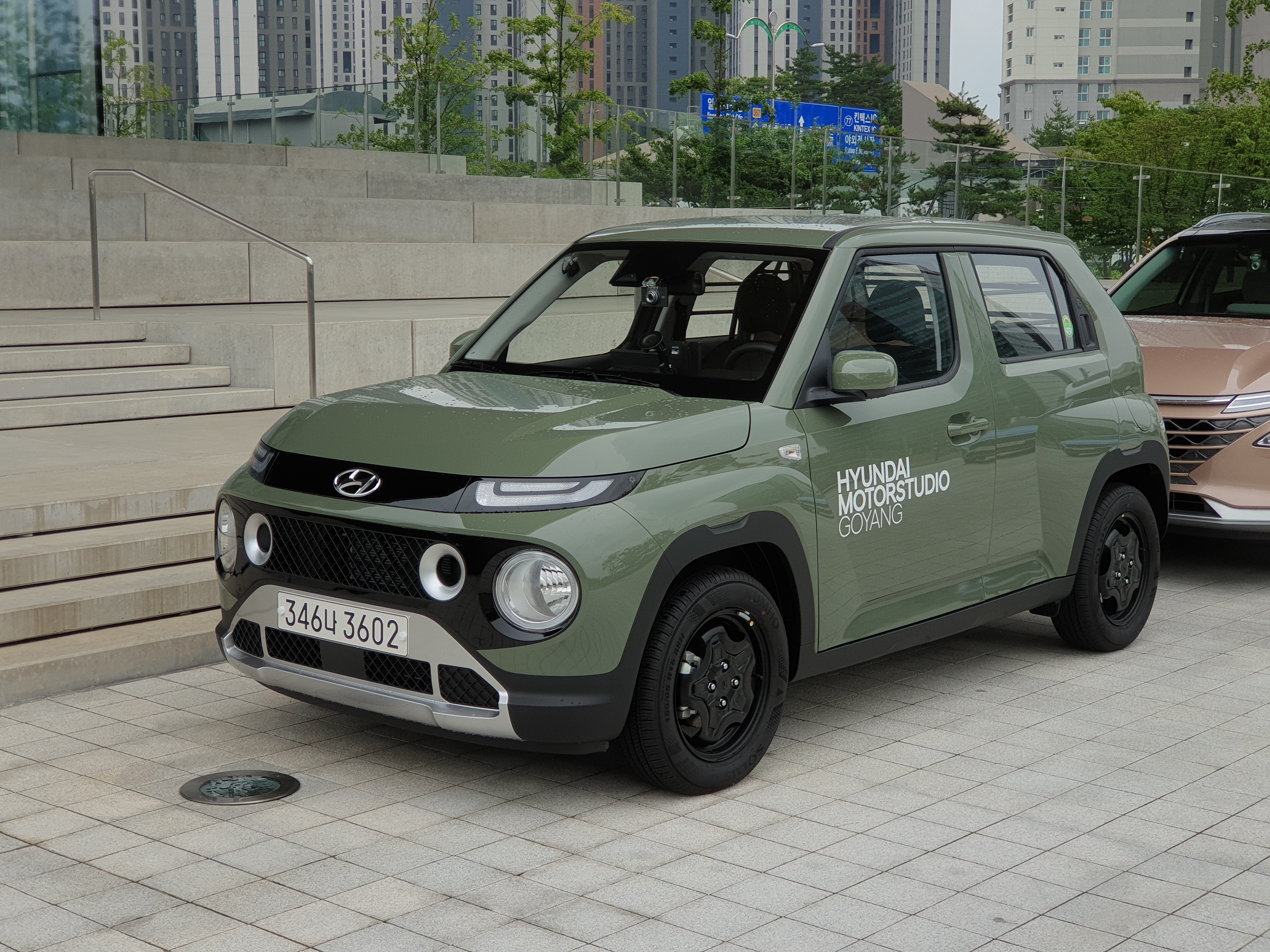
현대 캐스퍼 밴 전측면
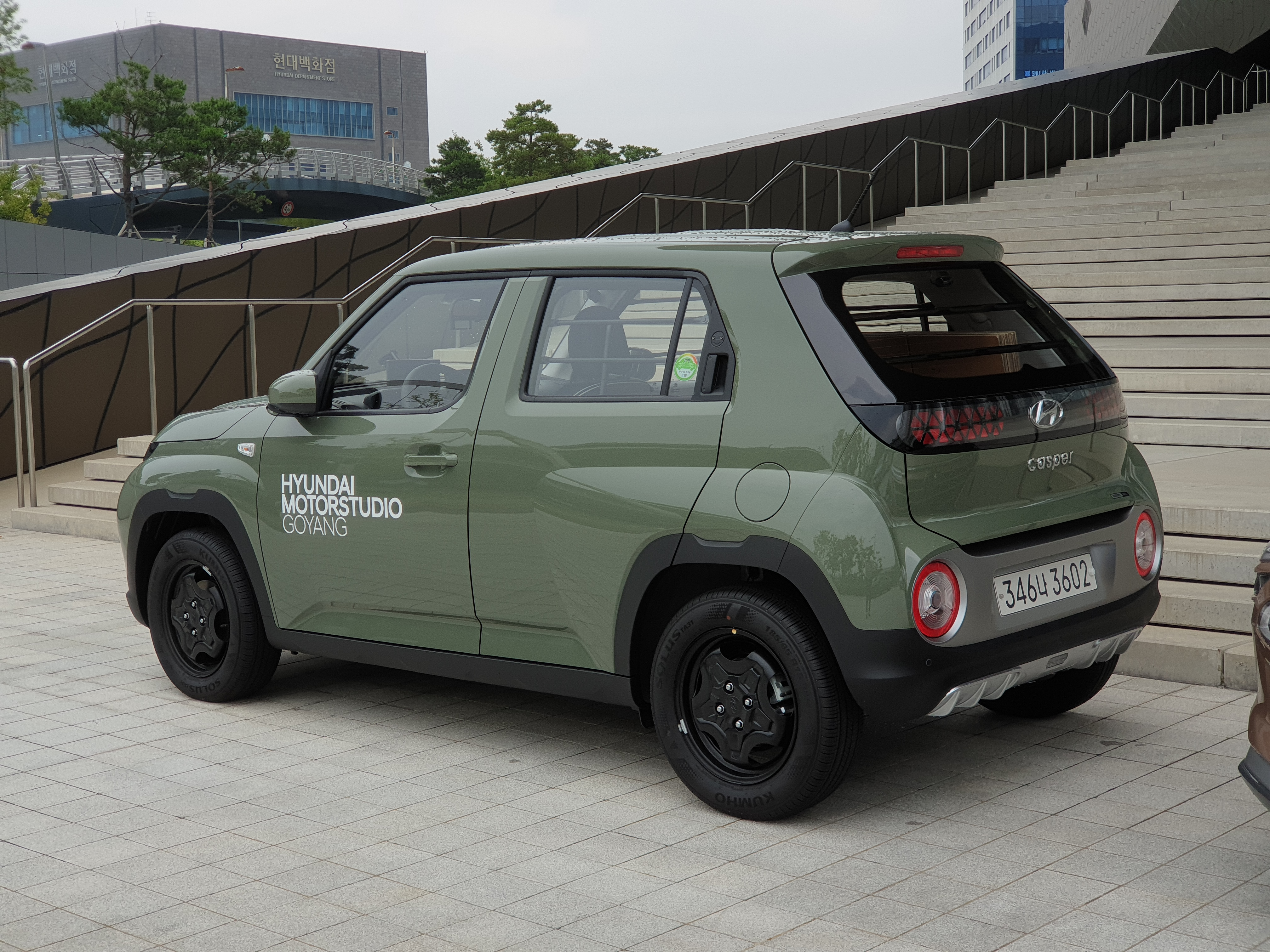
후측면

#### 제원
| 구분                 | 스마트스트림 가솔린 1.0 | 카파 1.0 터보      |
| -------------------- | ----------------------- | ------------------ |
| 전장(mm)             | 3,595                   | 3,595              |
| 전폭(mm)             | 1,595                   | 1,595              |
| 전고(mm)             | 1,575                   | 1,575              |
| 축간거리(mm)         | 2,400                   | 2,400              |
| 윤거(전, mm)         | 1,398                   | 1,398              |
| 윤거(후, mm)         | 1,409                   | 1,409              |
| 최고 출력(ps/rpm)    | 76 / 6,200              | 100 / 4,500~6,000  |
| 최대 토크(kgf·m/rpm) | 9.7 / 3,750             | 17.5 / 1,500~4,000 |
| 연료탱크용량(ℓ)      | 35                      | 35                 |
| 배기량(cc)           | 998                     | 998                |
| 복합연비(km/ℓ)       | 14.3(15”)               | 12.8(15”)          |
| 도심연비(km/ℓ)       | 13.4(15”)               | 11.3(15”)          |
| 고속도로연비(km/ℓ)   | 15.5(15”)               | 15.2(15”)          |
| CO2 배출량(g/km)     | 115(15”)                | 130(15”)           |
| 공차중량(kg)         | 985(15”)                | 1,030(15”)         |

### 더 뉴 캐스퍼 (2024년 10월 18일~현재)
2024년 8월 16일에 공개됐으며, 2024년 10월 18일부터 판매를 시작하였다.
전면 LED 프로젝션 헤드램프가 적용된 블랙 하이 그로시 라디에이터 그릴과 리볼버 타입 신규 17인치 알루미늄 휠이 적용되었으며, 범퍼 및 스키드 플레이트가 변경됐다. 전면 LED 헤드램프는 인스퍼레이션에 기본으로 장착되고, 디 에센셜에만 옵션이다. 휠 커버가 없었던 기존 5스포크 스틸 휠은 휠 커버를 장착한 일반적인 형태로 바꿨으며, 승용 밴에도 휠 커버가 적용된다. 인스퍼레이션 터보에만 적용할 수 있는 스타일 패키지 전용 알루미늄 휠 디자인은 변경되지 않았다.
공기저항을 최소화하는 라디에이터 그릴 부위 공력 설계를 비롯해 주행 시 차체를 둘러싼 공기 흐름을 최적화할 수 있는 휠 디자인을 적용함으로써 기존 모델 대비 약 6% 개선된 0.34의 공력계수를 달성했으며 엔진룸의 진동과 소음을 줄여주는 절연 부품인 엔진 마운트 인슐레이터 크기를 키우고, 차체와 스티어링을 연결해주는 카울 크로스바의 체결점 강성을 증대시켰다. 4단 자동변속기는 기존처럼 플로어체인지식이다.
안전 및 편의사양은 지능형 속도 제한 보조(ISLA)와 크루즈 컨트롤이 기본 탑재됐고, 고속도로 주행 보조(HDA), 전방 충돌방지 보조(FCA), 스마트 크루즈 컨트롤 등이 추가 사양으로 운영된다. 오토홀드 기능이 포함된 전자식 주차 브레이크가 추가됐다. 운전석 문에만 장착되어서 불편하다는 지적이 있었던 스마트키 연동 문열림 버튼은 이를 반영하여 조수석 문으로 확대됐다. 하지만 디 에센셜은 본래 기본이었던 후륜 디스크 브레이크가 옵션으로 변경됐으며, 터보 엔진을 선택해야 적용할 수 있어서 자연흡기 사양에서는 더 이상 기본으로 장착할 수 없다. 인스퍼레이션은 기존처럼 자연흡기에도 후륜 디스크 브레이크가 기본이다.
10.25인치 내비게이션, 내비게이션 무선 업데이트(OTA), 현대 카페이, 카투홈, 자연어 음성인식 등의 기능이 담긴 인포테인먼트 시스템이 탑재됐다. 8인치 디스플레이 카스테레오, 블루투스, 멀티커넥션, 무드램프 등이 적용되었으며, 컴팩트 카스테레오는 삭제됐다. 기존에 옵션으로 제공되던 후방 모니터와 풀오토 에어컨 등이 기본화됐다.
외장 컬러는 시에나 오렌지 메탈릭과 어비스 블랙 펄 등 2종이, 실내 색상은 베이지와 오렌지 브라운 투톤 컬러가 추가됐다. 판매가격은 기본 모델 스마트 1,460만 원, 디 에센셜 1,680만 원, 인스퍼레이션 1,980만 원이며, 밴 모델 스마트 1,450만 원, 스마트 초이스 1,550만 원이다.
2025년 7월 15일에 캐스퍼 연식 변경 모델인 2026 캐스퍼가 출시됐다. 전 트림에 LED 실내등과 1열 4way 헤드레스트, 실내 소화기가 기본 탑재됐으며, 디 에센셜 트림부터 10.25인치 내비게이션과 ECM(자동 눈부심 방지) 룸미러, 1열 LED 선바이저 램프가 기본 적용됐다. 엔트리 트림 스마트에는 D&N(수동 눈부심 방지) 룸미러와 운전석 LED 선바이저 램프가 기본 적용됐다.
판매 가격은 기본 모델 스마트 트림 1,493만 원, 디 에센셜 트림 1,771만 원, 인스퍼레이션 트림 2,017만 원이며, 밴 모델은 스마트 트림 1,460만 원, 스마트 초이스 트림 1,560만 원이다.

## 캐스퍼 일렉트릭(AX1 EV, 2024년 7월 ~ 현재)

### 캐스퍼 일렉트릭 (2024년 6월 27일~현재)
2024년 6월 27일에 열린 부산모빌리티쇼의 프레스 데이에서 첫 공개했다. 2024년 7월 9일부터 인스퍼레이션 트림의 사전 계약을 시작했다. EV 모델의 양산을 준비하기 위해 광주글로벌모터스에서는 일부 생산라인의 가동을 중지하고, 2023년 11월부터 12월까지 EV 생산라인을 구축했다. 생산라인 완공 후 2024년 2월 6일부터 광주글로벌모터스가 캐스퍼 일렉트릭의 시험 생산을 시작했다.
내연기관 사양과 달리, 유럽과 일본 등지에도 시판한다. 유럽 수출형은 대한민국 내수용 캐스퍼의 내연기관 버전보다 전폭과 휠베이스를 조금 늘려서 출시하기로 했다. 당초에는 대한민국 내수용 캐스퍼 일렉트릭도 대한민국 경차 기준에 맞추는 듯했으나, 용량이 큰 삼원계 충전지를 장착하면서 전장이 3,595mm에서 3,825mm로, 전폭이 1,595mm에서 1,610mm로 늘어남에 따라 스파크 EV처럼 대한민국 경차 규격을 초과해 소형차로 인증받은 것으로 알려졌다.
당초에는 개선형 레이 EV처럼 인산철 충전지가 들어간다는 설이 있었지만, 최종적으로는 49kWh 용량의 삼원계(NCM) 충전지를 탑재하는 것으로 결정됐다. 출력 120kW급 충전기로 급속충전했을 때 30분 만에 10%에서 80%까지 충전이 가능하도록 적용됐다. 항속형인 인스퍼레이션 트림의 1회 충전 후 복합 항속거리는 기본 사이즈인 15인치 휠 기준으로 315km, 옵션인 17인치 휠을 장착했을 때는 295km로 인증받았다. 개선형 레이 EV처럼 로터리+컬럼식 시프트 레버를 장착했다.
2024년 10월 17일에 추가된 프리미엄 트림은 15인치 휠만 장착되고, 인스퍼레이션보다 조금 적은 42kWh 용량의 삼원계 충전지를 장착해 복합 항속거리는 278km로 인증받았다. 2025년 2월 11일에는 크로스 트림을 추가했으며, 충전지 용량은 인스퍼레이션과 같으나 복합 항속거리는 285km로 인증받았다.
외관은 픽셀 그래픽이 적용된 턴 시그널 램프와 면발광의 원형 주간주행등, 리어 도어 핸들부에 새겨진 로봇 표정의 뱃지 서킷보드 스타일의 블랙 그릴 등이 적용됐다. 전장이 늘어난 만큼 트렁크도 길이가 100mm 길어져 기존 233ℓ 대비 47ℓ이 늘어났으며, 스티어링 휠은 인터렉티브 픽셀 라이트가 적용됐다.
실내는 10.25인치 LCD 클러스터와 10.25인치 내비게이션, 컬럼식 시프트 레버, 벤치 타입 시트가 적용됐으며, 디지털 키 2 터치, 터치센서 도어 핸들, i-Pedal 모드, EPB(전자식 주차 브레이크) 스위치, 스마트폰 무선 충전 패드, 고속도로 주행 보조, 내비게이션 기반 스마트 크루즈 컨트롤(NSCC), 차로 유지 보조, 페달 오조작 안전 보조, 220V 전원을 공급할 수 있는 실내/외 V2L 기능 등이 적용됐다.
외장 색상은 버터크림 옐로우펄, 아틀라스 화이트, 언블리치드 아이보리, 톰보이 카키, 비자림 카키 매트, 시에나 오렌지 메탈릭, 에어로 실버 매트, 더스크 블루 매트, 어비스 블랙 펄 등 총 9가지로 운영되며, 내장 색상은 카키 브라운/뉴트로 베이지 투톤, 그레이 원톤, 블랙 원톤으로 운영된다.
2024년 10월 23일 광주글로벌모터스에서 캐스퍼 일렉트릭의 첫 선적 기념식을 열고, 전라남도 광양시 황길동 광양항에서 선적되어 유럽 수출을 시작했다. 해외 수출명은 "인스터"다.
2025년 1월 10일에는 일본 시장에 출시했다. 일본 현지에 맞춰서 차데모 잭을 적용하며, 급속 잭과 완속 잭이 분리되어 있는 차데모의 특성상 충전구 덮개의 크기는 대한민국 내수용과 다르다. 따라서 일본 판매용의 앞 번호판 위치는 정면으로 보았을 때 좌측으로 약간 치우쳐 있다. 아이오닉 5 및 코나 일렉트릭의 우핸들 사양처럼 컬럼식 시프트 레버는 오른쪽에 있다.
2025년 7월 15일에 캐스퍼 연식 변경 모델인 2026 캐스퍼 일렉트릭이 출시됐다. 전 트림에 ECM(자동 눈부심 방지) 룸미러, 1열 LED 선바이저 램프, 실내 소화기가 기본 탑재됐으며, 인스퍼레이션 트림부터는 고속도로 주행 보조, 내비게이션 기반 스마트 크루즈 컨트롤, 전방 충돌방지 보조, 후측방 충돌 경고, 후측방 충돌방지 보조, 후방 교차 충돌방지 보조, 안전 하차 경고, 스마트 크루즈 컨트롤, 하이패스 등이 기본 적용됐다.
판매 가격은 프리미엄 트림 2,787만 원, 인스퍼레이션 트림 3,137만 원, 크로스 트림 3,337만 원이다. (※ 친환경차 세제혜택 적용 기준)

### 캐스퍼 일렉트릭 크로스 (2025년2월 11일~ 현재)
2025년 2월 11일에 캐스퍼 일렉트릭에 아웃도어 테마 디자인을 입힌 캐스퍼 일렉트릭 크로스를 출시했다. 기존 캐스퍼 일렉트릭의 디자인 정체성은 유지하면서 튼튼하고 강인한 이미지를 더한 아웃도어 감성의 디자인이 특징이다. 
전면부는 캐스퍼 일렉트릭 크로스만의 전용 디자인을 적용한 크로스 라디에이터 그릴과 반광 그레이 메탈릭 스키드 플레이트, 프로젝션 타입의 풀 LED 헤드램프가 기본으로 탑재됐으며, 측면부는 크로스 전용 디자인의 17인치 알로이 휠과 사이드 몰딩, 루프랙이 적용됐다. 또한 후면부는 새롭게 디자인된 LED 리어 콤비 램프가 적용됐다. 외장 색상은 크로스 전용 색상인 아마조나스 그린 매트가 포함된 아틀라스 화이트, 톰보이 카키, 에어로 실버 매트, 언블리치드 아이보리, 더스크 블루 매트, 어비스 블랙 펄 등 총 7종이 운영되며, 내장 색상은 크로스 전용 컬러인 다크 그레이/아마조나스 그린과 블랙 등 총 2종으로 운영된다.
캐스퍼 일렉트릭 크로스는 인스퍼레이션과 같은 49kWh 용량의 삼원계 충전지를 장착했다. 1회 충전으로 285km 주행이 가능하며, 30분만에 배터리 용량 10%에서 80%까지 충전이 가능하다.
판매가격은 환경친화적 자동차 세제 혜택 적용 기준 3,190만원이다.

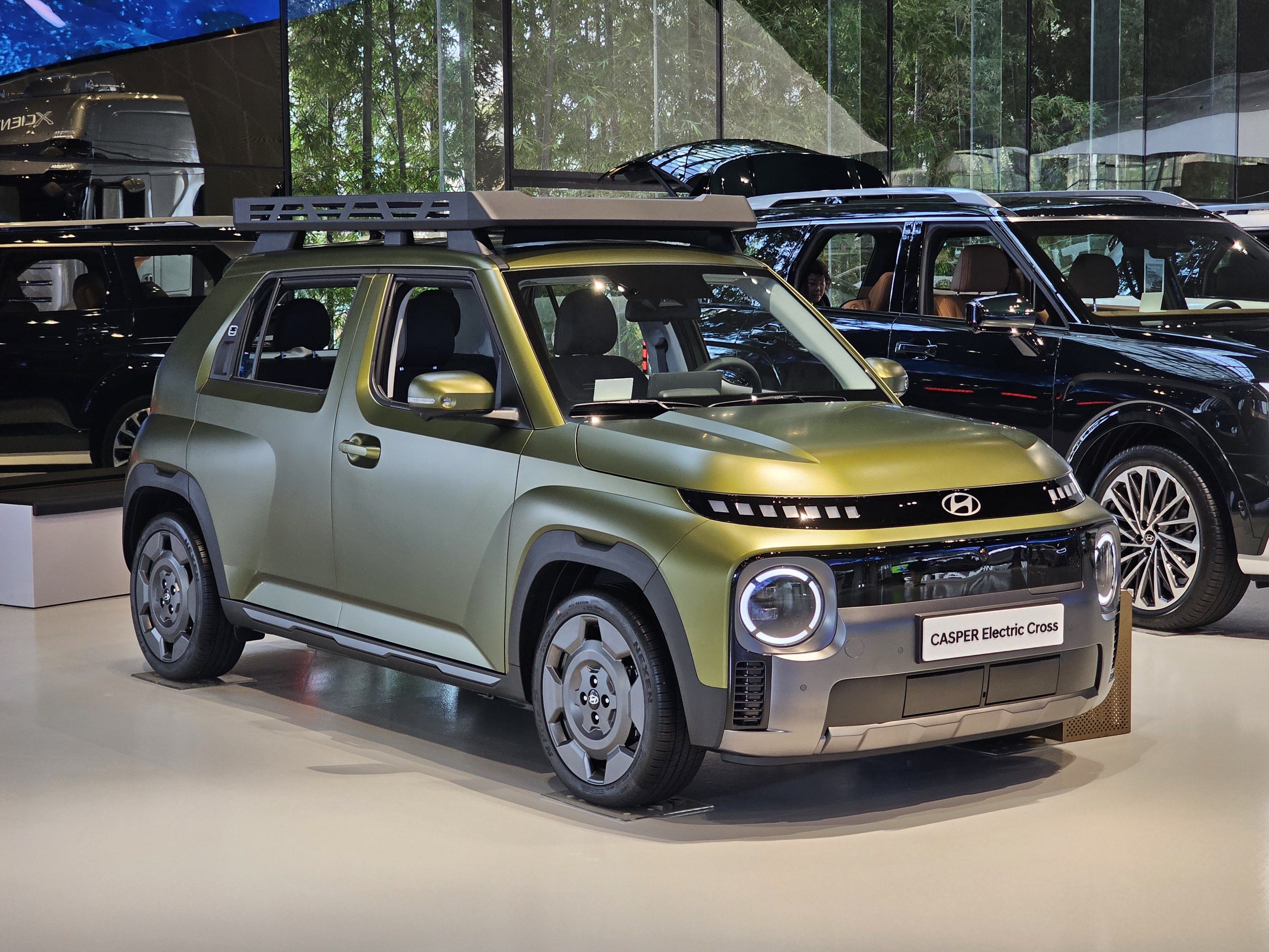
현대 캐스퍼 일렉트릭 크로스 전측면
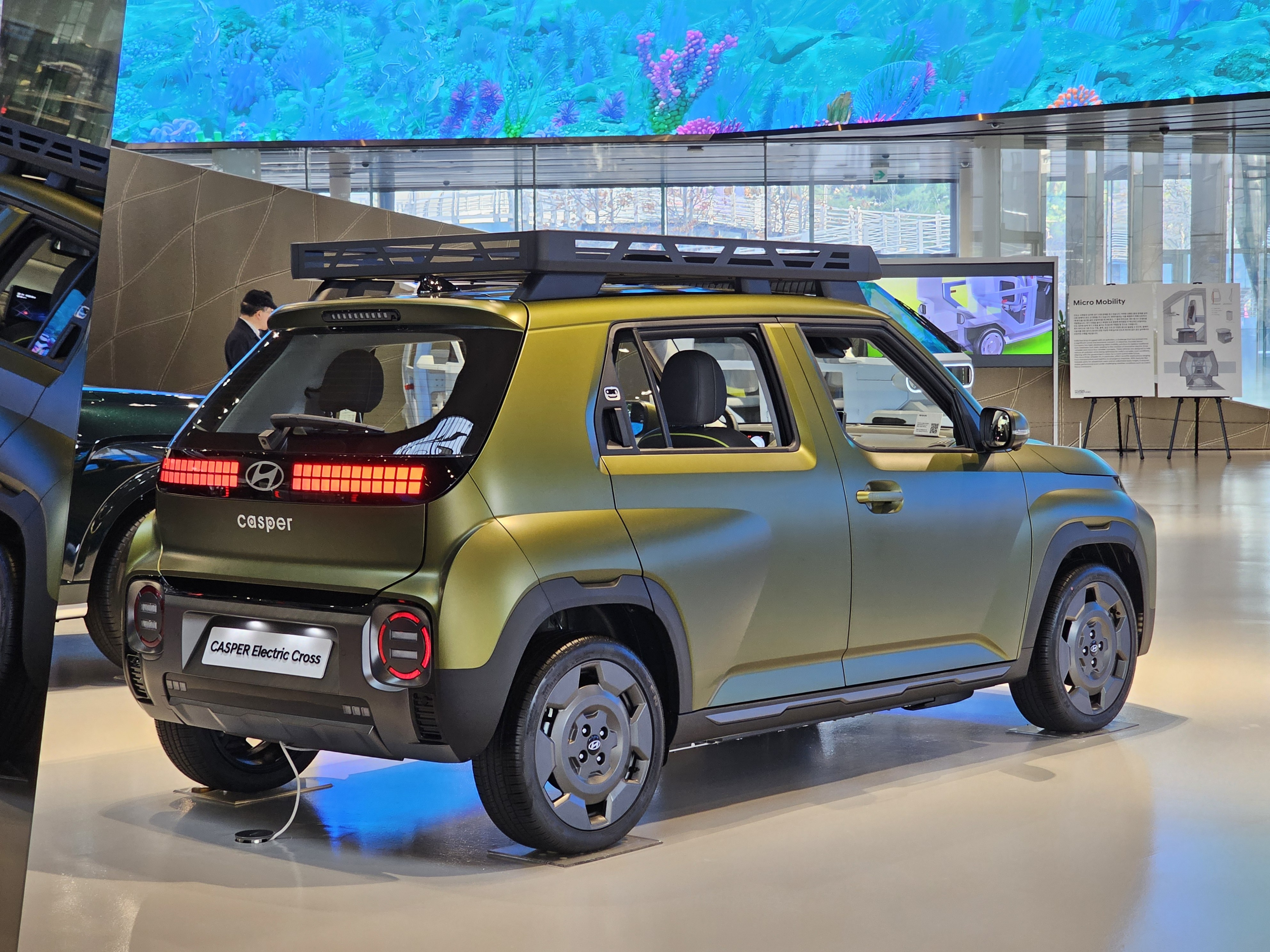
후측면
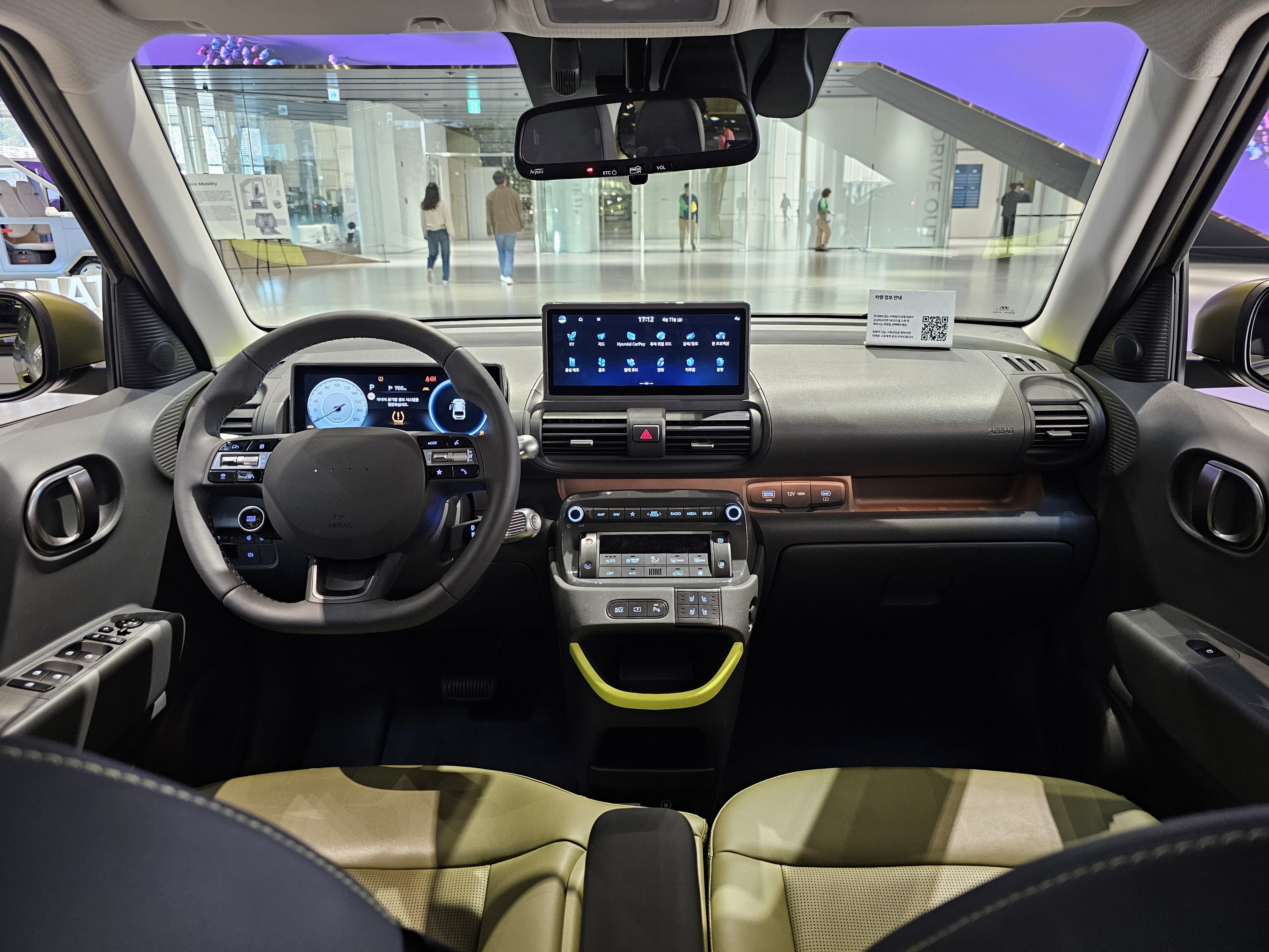
실내

## 파생 모델

### 인스터로이드 콘셉트카
2025년 3월 31일에 수출형 캐스퍼인 인스터(INSTER)를 기반으로 제작된 디자인 콘셉트카 인스터로이드(INSTEROID)가 공개됐다. 인스터로이드는 인스터(INSTER)만의 독창적인 디자인 감성을 살리면서 확장되고 넓어진 바디, 21인치 휠, 공기역학 요소가 돋보이는 윙 스포일러, 휠 아치 공기 플랩 등이 결합됐다. 차량 내부에는 몰입형 사운드스케이프, 유니크한 콕핏이 적용됐으며, 계기판과 사운드 디자인, 차량 외관 및 내부 곳곳에 인스터로이드를 상징하는 부스트 캐릭터를 적용할 수 있도록 적용됐다. 또한 차량 승·하차, 대기 중, 드리프트 등 다양한 상황에 맞게 인스터로이드 유니크 사운드가 개발돼 탑재됐다. 소재는 3D 니트 원단을 활용해 재활용된 실이 사용됐으며, 격자무늬의 경량 래티스 구조가 적용됐다.

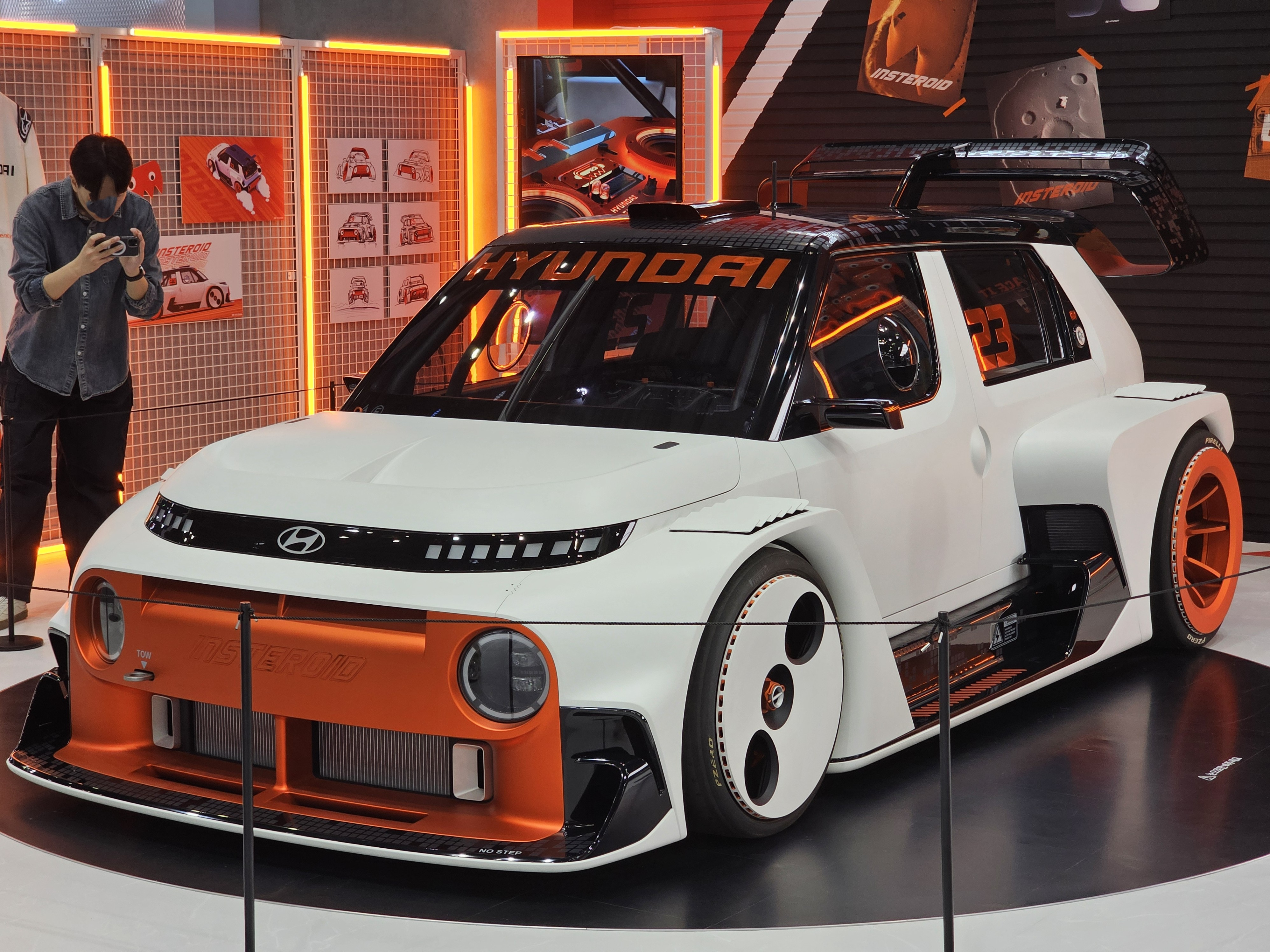
현대 인스터로이드 콘셉트카
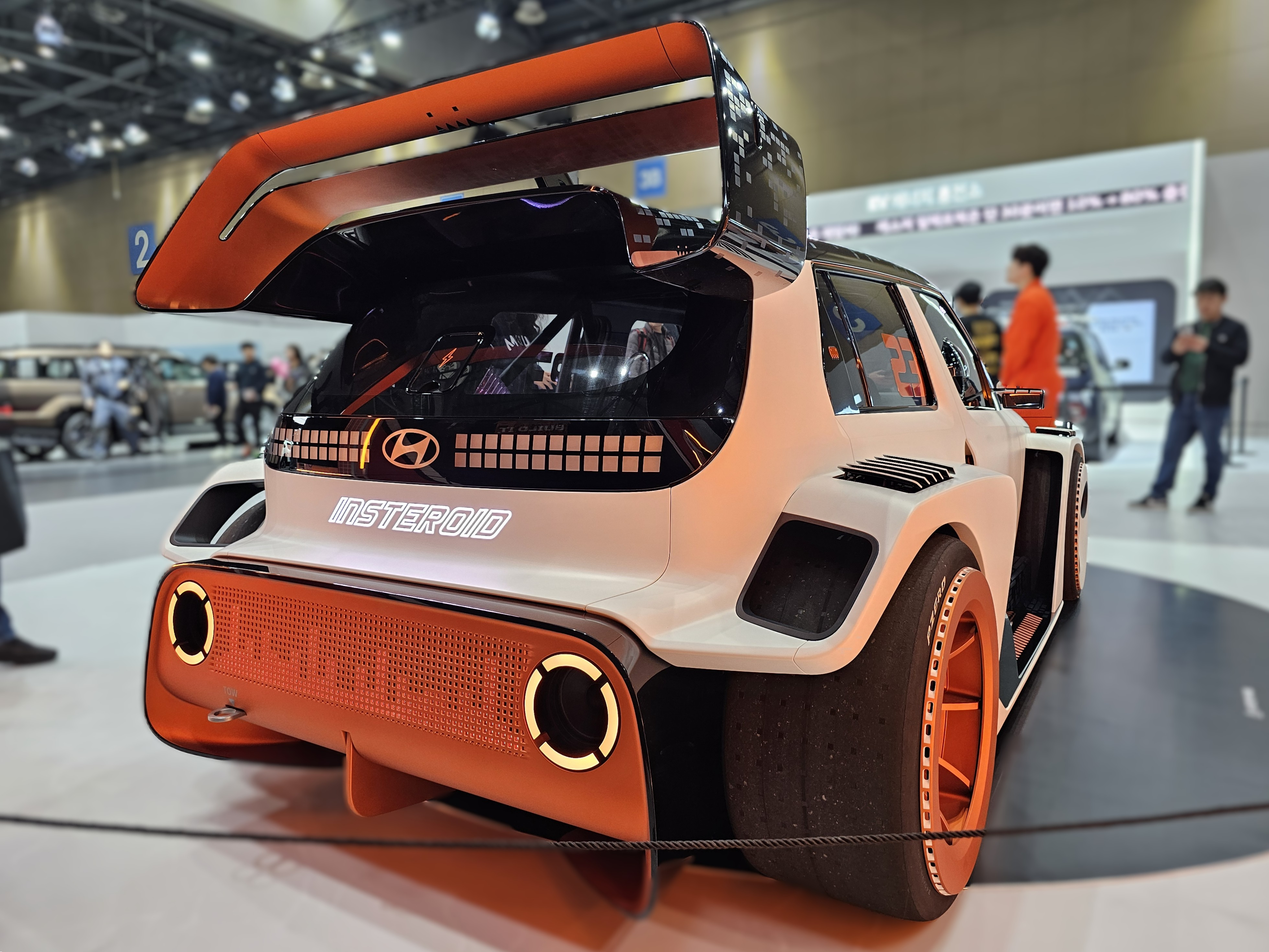
후측면

## 수상 내역
- 영국 <2025 왓 카 어워즈> - 캐스퍼 일렉트릭(인스터) ‘최고의 도심형 소형 전기자동차’ 선정

## 각종 미디어에서의 등장

### 만화에서의 등장
- 또봇: 대도시의 영웅들 - 또봇 트윈펀치

## 경쟁 차종
- 피아트 - 판다